# Marlenka Stupica
Marlenka Stupica (rojena Helena Marija Muck), slovenska slikarka in ilustratorka, * 17. december 1927, Maribor, † 17. junij 2022.

## Življenje
Marlenka Stupica je slikarstvo študirala na Akademiji za likovno umetnost v Ljubljani pri profesorjih Francetu Miheliču in Gojmirju Antonu Kosu. Diplomirala je leta 1950 in se posvetila ilustratorstvu. Sodelovala je z Mladinsko knjigo ter z revijama Ciciban in Cicido.
Od njene očetove mame Ane Muck brat je bil Maks Fabiani, ki jo je spoznal z risanjem in pohvalno ocenil njene prve risbe.
Poročena je bila s slikarjem Gabrijelom Stupico, s katerim sta imela hčerko, ilustratorko Marijo Lucijo. Ilustratorka je tudi vnukinja Hana.

## Priznanja

### Nagrade
- Župančičeva nagrada 2019 – za življenjsko delo
- Prešernova nagrada 2013 – za življenjsko delo
- Levstikova nagrada 1999 – za življenjsko delo
- Častna lista IBBY 1994
- Nagrada Prešernovega sklada 1972 – za dosežke na področju mladinske ilustracije
- Zlata plaketa Bienala ilustracij v Bratislavi 1969, 1971, 1977
- Zlato pero Beograda 1966, 1973
- Levstikova nagrada 1950, 1952, 1954, 1958, 1960, 1970